# Il'ja Aleksandrovič Averbach
Il'ja Aleksandrovič Averbach (Leningrado, 28 luglio 1934 – Mosca, 11 gennaio 1986) è stato un regista sovietico.

## Filmografia parziale

### Regista
- Ličnaja žizn' Kuzjaeva Valentina (1967)
- Stepen' riska (1969)
- Drama iz starinnij žizni (1971)
- Monolog (1972)
- Čužie pis'ma (1975)
- Ob"jasnenie v ljubvi (1977)
- Golos (1982)